# Уде (село)
Уде (груз. უდე) — село в Грузии, на территории Адигенского муниципалитета края (мхаре) Самцхе-Джавахети.

## География
Село находится в южной части Грузии, на правом берегу реки Кваблиани, на расстоянии 6 километров (по прямой) к юго-востоку от посёлка городского типа Адигени, административного центра муниципалитета. Абсолютная высота — 1205 метров над уровнем моря.

## Население
По результатам официальной переписи населения 2014 года, в Уде проживало 2728 человек (1299 мужчины и 1429 женщин). В национальной структуре населения грузины составляли 99,3 %, армяне — 0,4 %, абхазы — 0,1 %.
| Год  | Население, человек |
| ---- | ------------------ |
| 2002 | 3505               |
| 2014 | ↘ 2728             |